# Juan David Cabezas
Juan David Cabezas Núñez (Cali, Valle del Cauca, 27 de febrero de 1991)   
es un futbolista colombiano que juega de centrocampista en el Palm Beach Stars S. C. de la United Premier Soccer League de los Estados Unidos.

## Selección nacional

### Campeonatos Sudamericanos
| Torneo              | Sede | Resultado  |
| ------------------- | ---- | ---------- |
| Sudamericano Sub-20 | Perú | Fase Final |

### Participaciones en Copas del Mundo
| Mundial                     | Sede     | Resultado         |
| --------------------------- | -------- | ----------------- |
| Copa Mundial Sub-20 de 2011 | Colombia | Cuartos de final. |

## Trayectoria
| Club                   | País           | Año             |
| ---------------------- | -------------- | --------------- |
| Deportivo Cali         | Colombia       | 2007 - 2009     |
| Cúcuta Deportivo       | Colombia       | 2010            |
| Deportivo Cali         | Colombia       | 2011            |
| La Equidad             | Colombia       | 2011 - 2012     |
| Deportivo Cali         | Colombia       | 2012 - 2013     |
| Once Caldas            | Colombia       | 2013 - 2014     |
| Deportivo Cali         | Colombia       | 2014 - 2015     |
| Independiente Medellín | Colombia       | 2016            |
| Houston Dynamo         | Estados Unidos | 2017 - 2020     |
| Palm Beach Stars       | Estados Unidos | 2021 - presente |

## Estadísticas
| Club                              | Temporada           | Liga  | Liga  | Copa Nacional | Copa Nacional | Copa Internacional | Copa Internacional | Total | Total | Prom. · |
| Club                              | Temporada           | Part. | Goles | Part.         | Goles         | Part.              | Goles              | Part. | Goles | Prom. · |
| --------------------------------- | ------------------- | ----- | ----- | ------------- | ------------- | ------------------ | ------------------ | ----- | ----- | ------- |
| Deportivo Cali · Colombia         | 2009                | 3     | 0     | 0             | 0             | 0                  | 0                  | 3     | 0     | 0,0     |
| Deportivo Cali · Colombia         | Total               | 3     | 0     | 0             | 0             | 0                  | 0                  | 3     | 0     | 0,0     |
| Cúcuta Deportivo · Colombia       | 2010                | 6     | 0     | 0             | 0             | 0                  | 0                  | 6     | 0     | 0,0     |
| Cúcuta Deportivo · Colombia       | Total               | 6     | 0     | 0             | 0             | 0                  | 0                  | 6     | 0     | 0,0     |
| Deportivo Cali · Colombia         | 2011                | 2     | 0     | 2             | 0             | 0                  | 0                  | 4     | 0     | 0,0     |
| Deportivo Cali · Colombia         | Total               | 2     | 0     | 2             | 0             | 0                  | 0                  | 4     | 0     | 0,0     |
| La Equidad · Colombia             | 2011/12             | 1     | 0     | 0             | 0             | 1                  | 0                  | 2     | 0     | 0,0     |
| La Equidad · Colombia             | Total               | 1     | 0     | 0             | 0             | 1                  | 0                  | 2     | 0     | 0,0     |
| Deportivo Cali · Colombia         | 2012/13             | 18    | 2     | 5             | 0             | 0                  | 0                  | 23    | 2     | 0,08    |
| Deportivo Cali · Colombia         | Total               | 18    | 2     | 5             | 0             | 0                  | 0                  | 23    | 2     | 0,08    |
| Once Caldas · Colombia            | 2013/14             | 34    | 5     | 0             | 0             | 0                  | 0                  | 34    | 5     | 0,14    |
| Once Caldas · Colombia            | Total               | 34    | 5     | 0             | 0             | 0                  | 0                  | 34    | 5     | 0,14    |
| Deportivo Cali · Colombia         | 2014                | 19    | 6     | 4             | 2             | 3                  | 0                  | 26    | 8     | 0,30    |
| Deportivo Cali · Colombia         | 2015                | 32    | 1     | 2             | 0             | 0                  | 0                  | 34    | 1     | 0,02    |
| Deportivo Cali · Colombia         | Total               | 51    | 7     | 6             | 2             | 3                  | 0                  | 61    | 9     | 0,14    |
| Independiente Medellín · Colombia | 2016                | 29    | 2     | 7             | 1             | 3                  | 0                  | 39    | 3     | 0,07    |
| Independiente Medellín · Colombia | Total               | 29    | 2     | 7             | 1             | 3                  | 0                  | 39    | 3     | 0,07    |
| Houston Dynamo Estados Unidos     | 2017                | 32    | 1     | 0             | 0             | 0                  | 0                  | 32    | 1     | 0,05    |
| Houston Dynamo Estados Unidos     | 2018                | 6     | 0     | 1             | 0             | 0                  | 0                  | 7     | 0     | 0,0     |
| Houston Dynamo Estados Unidos     | 2019                | 15    | 1     | 2             | 0             | 2                  | 0                  | 19    | 1     | 0,0     |
| Houston Dynamo Estados Unidos     | Total               | 53    | 2     | 2             | 0             | 2                  | 0                  | 58    | 2     | 0,05    |
| Palm Beach Stars Estados Unidos   | 2021                | 0     | 0     | 0             | 0             | 0                  | 0                  | 0     | 0     | 0       |
| Palm Beach Stars Estados Unidos   | Total               | 0     | 0     | 0             | 0             | 0                  | 0                  | 0     | 0     | 0       |
| Total en su carrera               | Total en su carrera | 197   | 18    | 20            | 2             | 9                  | 0                  | 231   | 21    | 0,11    |

## Palmarés

### Torneo Nacionales
| Título                   | Equipo               | País           | Año  |
| ------------------------ | -------------------- | -------------- | ---- |
| Torneo Apertura          | C. D. Cali           | Colombia       | 2015 |
| Torneo Apertura          | C. D. I. Medellín    | Colombia       | 2016 |
| Lamar Hunt U.S. Open Cup | Houston Dynamo F. C. | Estados Unidos | 2018 |

### Copas internacionales
| Título                      | Club                      | País    | Año  |
| --------------------------- | ------------------------- | ------- | ---- |
| Torneo Esperanzas de Toulon | Selección Colombia Sub-20 | Francia | 2011 |